# Cheiracanthium melanostomum
Cheiracanthium melanostomum är en spindelart som först beskrevs av Tord Tamerlan Teodor Thorell 1895.  Cheiracanthium melanostomum ingår i släktet Cheiracanthium och familjen sporrspindlar. Inga underarter finns listade i Catalogue of Life.